# Walter O'Brien (personnage)
Walter O'Brien est un personnage de la série télévisée Scorpion, diffusée sur CBS depuis le 22 septembre 2014 et sur M6 en France depuis le 5 mars 2015. Cette série s'inspire d'une histoire réelle, celle de l'authentique Walter O'Brien,.

## Biographie

### Enfance et adolescence
Walter O'Brien est né en Irlande en 1975. C'est un génie, il possède le quatrième QI le plus élevé jamais enregistré (197), tandis que celui d'Albert Einstein était de 160. Ses parents tiennent une exploitation agricole près de Dublin. Sa grande sœur, dont il est très proche, tombe malade lorsqu'elle a douze ans. Sa maladie est d'abord contrôlée mais récidive plus tard.
À l'âge de onze ans, il parvient à pirater le système de la NASA et à se procurer les plans de la navette qu'il voulait afficher dans sa chambre. C'est à ce moment qu'il rencontre l'agent Cabe Gallo, agent du département de la Sécurité intérieure, qui va le prendre sous son aile. Il va d'ailleurs rester des années en contact avec lui jusqu'à ses seize ans. Gallo sera une figure paternelle pour le jeune surdoué. À l'âge de seize ans, l'agent lui demande de créer un programme permettant de larguer des convois humanitaires à Bagdad en Irak. Or quelques mois plus tard, il apprend, par l'intermédiaire des informations télévisées, que son programme a servi à larguer des bombes et non pas des convois humanitaires.
Cette trahison marquera le jeune homme pour très longtemps et rompra son partenariat avec l'agent Gallo qui aura perdu sa confiance. Walter O'Brien déménagera plus tard aux États-Unis, à Los Angeles.

### Adulte
Walter O'Brien crée son entreprise Scorpion dont font partie trois autres génies, chacun dans un domaine particulier. Toby Curtis est un docteur en psychiatrie et un expert en comportementalisme ; Happy Quinn est un prodige de la mécanique ; enfin, Sylvester Dodd possède d'incroyables capacités en mathématiques. Lors du premier épisode de la série, Walter est recontacté par l'agent Cabe Gallo qui lui demande son aide dans une mission gouvernementale. Il fait la rencontre de Paige Dineen, serveuse dans un restaurant, et de son fils Ralph, qui est surdoué. Elle finira par intégrer l'équipe et faire le lien entre l'équipe et le monde « réel ».
À la fin du premier épisode, l'agent Cabe Gallo propose un emploi à chacun des membres de Scorpion. C'est ainsi que l'équipe se compose finalement de sept personnes, dont cinq génies (en comptant Ralph Dineen), un lien avec le gouvernement en la personne de l'agent Gallo et Paige, chargée de traduire le monde dans lequel ils vivent aux surdoués qui s'intègrent mal à la société actuelle ; en échange, ceux-ci lui permettront de mieux comprendre son fils.